# Milda Lauberte
Milda Lauberte (* 7. Oktober 1918 in Vildoga, Gouvernement Livland (heute: Ratnieki, Bezirk Līgatne, Vidzeme); † 19. Oktober 2009 in Riga) war eine lettische Schachspielerin.
Lauberte spielte zwischen 1937 und 1963 insgesamt 20-mal um die lettische Schachmeisterschaft der Frauen, dabei holte sie bei 13 Turnieren den Titel und wurde viermal Zweite, einmal Vierte, einmal Sechste und einmal Zehnte.
1937 spielte sie in Stockholm um die Schachweltmeisterschaft der Frauen, wobei sie den dritten bis vierten Platz gemeinsam mit der Deutschen Sonja Graf unter 26 Teilnehmerinnen erzielte. Bei der Schachweltmeisterschaft der Frauen 1939 in Buenos Aires wurde sie Sechste bei 20 Teilnehmerinnen.

## Familie
Milda Lauberte war von 1940 bis 1944 mit dem lettischen Schachspieler Lūcijs Endzelīns verheiratet, und damit Schwiegertochter des Linguisten Jānis Endzelīns. Aus der Ehe ging eine Tochter namens Māra hervor.